# Далианидис, Яннис
Яннис Далианидис (греч. Γιάννης Δαλιανίδης, 31 декабря 1923, Салоники — 16 октября 2010, Афины) — греческий актёр, кинорежиссёр, пионер греческого мюзикла.
Далианидис умело работал со всеми киножанрами (драма, комедия, мюзикл и детективный фильм), сняв более 60 фильмов в течение своей карьеры и оставляя собственный почерк на всех из них. Вместе с тем, творчество Далианидиса привнесло в греческое кино новые понятия, ускорило темпы его развития путём введения в него американской кинофилософии. Уже в 1960-х годах он был столь же популярным, как Алики Вугуклаки и другие звезды греческого кино. Очень скоро такими же популярными стали и коллеги Далианидиса.

## Биография
Родился в Салониках в 1923 году. Будучи усыновленным ребёнком, он не раз, повзрослев, говорил о любви к приемной матери. Даже приобретя безумную популярность, Далианидис не мог оставить Грецию в годы хунты, и не мог покинуть мать:
Это было немыслимо для меня - оставить старую женщину после всего, что она дала мне.
После завершения учёбы в театральном училище при Консерватории в Салониках, поехал в Вену, где учился танцам. Начал свою карьеру именно как танцор, позднее хореограф и актёр в музыкальном театре. Использовал псевдоним Яннис Даль. В 1949 году он появился в качестве актёра в фильме «Два мира». В 1958 году написал свой первый сценарий — «Безумная девушка». Дебютная режиссёрская работа вышла в следующем году, ею стала лента «Бродяга». Очень быстро этот кинофильм сделал Далианидису имя.
В дальнейшем он продолжал писать сценарии для романтических комедий и адаптаций пьес, которые он отправлял различным производственным компаниям до 1961 года, пока не начал сотрудничество с Finos Film. Его первая картина «Спуск», созданная совместно с Finos, имела огромный успех. К 1977 году Далианидис работал исключительно с Finos, их последним фильмом стало «Обучение старца Йоргиса».
В 1962 году, презентовав фильм «Некоторые любят похолоднее» (по аналогии «Некоторые любят погорячее»), которая быстро стала хитом кассовых продаж, Далианидис открыл совершенно новый жанр — греческий мюзикл, или, как сам предпочитал называть, «музыкальную комедию». Тот же успех сопутствовал его последующим мюзиклам, все в главной роли с Мимис Плессас. Следовательно, Далианидис утвердил себя не только как основателя, но и мастера в этом жанре.
В творчестве Янниса Далианидиса были и несколько социальных драм (в них он часто снимал Зои Ласкари), которые также были чрезвычайно популярны. Вместе с тем он продолжал адаптировать сценарии пьес для большого экрана. Работая очень плодотворно, он создал несколько фильмов за год, большинство из них на собственные сценарии. Все эти ленты становились чрезвычайно популярными, а билеты на них раскупались мгновенно.
1970 год отметился дебютом Далианидиса как театрального режиссёра с постановкой «Марихуана, стоп», которая также имела успех. Современники отмечали: все, за что бы не взялся Далианидис, превращается в золото. После окончания работы в коммерческом кино в Греции в 1974 году он перешёл на телевидение, писал сценарий и одновременно выступал в качестве режиссёра телесериала «Луна-парк», который с успехом шёл на греческом телевидении протяжении нескольких лет. Другим популярным сериалом его авторства были «Львята».
В начале 1980-х и до 1985 года, зрители собирались в кинотеатрах, чтобы посмотреть ленты Далианидиса о проблемах, с которыми сталкивается молодое поколение. Первым из них был «Шакалы» 1981 года. Его способность адаптироваться к меняющимся условиям и всегда сохранять свою непревзойденную популярность была проверена жизнью ещё раз успешными сериалами, снятыми для частных телеканалов.
Яннис Далианидис умер 16 октября 2010 года, в возрасте 87 лет, в афинской клинике после месяца борьбы с болезнью. Похоронен на Первом афинском кладбище.